# Binodoxys crudelis
Binodoxys crudelis är en stekelart som först beskrevs av Camillo Rondani 1848.  Binodoxys crudelis ingår i släktet Binodoxys och familjen bracksteklar. Inga underarter finns listade.